# Ricardo Córdoba
Ricardo Córdoba (ur. 11 października 1983 w Santa Marta) – panamski bokser, były zawodowy mistrz świata wagi junior piórkowej (do 122 funtów) organizacji WBA.
Karierę zawodową rozpoczął 23 września 2000. Do kwietnia 2005 stoczył 25 walk, wszystkie wygraywając (17 przed czasem).
W tym okresie zdobył tytuły WBC FECARBOX, WBC Latino i mistrza Panamy w wadze junior koguciej, mistrza Panamy i WBC Latino w koguciej oraz pokonując przyszłego mistrza WBA i IBF Celestino Caballero, tytuły NABA i mistrza Panamy w junior piórkowej.
31 sierpnia 2005 stanął przed szansą zdobycia tytułu tymczasowego mistrza świata organizacji WBA w wadze koguciej.Przegrał niejednogłośną decyzją sędziów z Tajem Poonsawatem Kratingdaenggymem i była to jego pierwsza porażka w karierze zawodowej.
Po zdobyciu tytułu WBA Fedelatin, 11 marca 2006 stoczył pojedynek z Wołodymyrem Sydorenko o tytuł mistrza WBA w wadze koguciej. Pojedynek zakończył się remisem i mistrzem pozostał Sydorenko. Do rewanżu doszło rok później, 17 marca 2007. Pojedynek ponownie zakończył się remisem.
Po wygraniu czterech walk i zdobyciu tytułu WBA Fedelatin w wadze junior piórkowej 18 września 2008 w Panamie stanął do pojedynku o  tytuł tymczasowego mistrza WBA w kategorii junior piórkowej. Jednogłośną decyzją sędziów pokonał Nikaraguańczyka Luisa Alberto Pereza byłego mistrza organizacji IBF w junior koguciej i koguciej. 21 listopada dotychczasowy mistrz regularny Celestino Caballero po zwycięstwie nad Steve'em Molitorem zdobył tytuł supermistrza a mistrzem regularnym został Córdoba.
Do pierwszej obrony tytułu doszło 21 marca 2009. Spotkał się z Irlandczykiem Bernardem Dunne i przegrał przez techniczny nokaut w jedenastej rundzie będąc liczony w trzeciej oraz trzykrotnie w jedenastej rundzie. Dunne liczony był dwukrotnie w piątej rundzie.
Po trzech wygranych walkach ponownie próbował zdobyć tytuł tymczasowego mistrza WBA. 13 listopada 2010 przegrał niejednogłośną decyzją sędziów z niepokonanym, dwukrotnym mistrzem olimpijskim, Guillermo Rigondeaux z Kuby.